# Tirad-Pass-Nationalpark
Der Tirad-Pass-Nationalpark liegt auf der Insel Luzon, Philippinen. Er wurde 1968 auf einer Fläche von 74,16 km² in der Provinz Ilocos Sur auf dem Gemeindegebiet von Gregorio del Pilar eingerichtet. Benannt wurde er nach dem Tirad-Pass, an dem der philippinische Nationalheld Gregorio del Pilar in einem Kampf mit den amerikanischen Invasoren im Philippinisch-Amerikanischen Krieg 1899 getötet wurde. Zu seinen Ehren wurde bereits 1938 ein National Shrine (nationale Gedenkstätte) errichtet. 
Der Nationalpark liegt ca. 80 km südlich von Vigan City im westlichsten Gebirgszug der Cordillera Central. Die nationale Gedenkstätte wurde unterhalb des Mount Tirad errichtet. Südlich des Nationalparks schließt sich das Naturschutzgebiet Bessang Pass Natural Monument an. 

## Quelle
- Der Nationalpark auf Visitphilippines.com
- Der Nationalpark auf der Seite des Protected Area and Wildlife Bureau (PAWB)
- Tirad-Pass-Nationalpark in der World Database on Protected Areas (englisch)